# Zhong Tianshi
Zhong Tianshi (en chino: 钟天使; Shanghái, 2 de febrero de 1991) es una deportista china que compite en ciclismo en la modalidad de pista, especialista en las pruebas de velocidad.
Participó en dos Juegos Olímpicos de Verano, obteniendo dos medallas de oro en la prueba de velocidad por equipos, en Río de Janeiro 2016 (junto con Gong Jinjie) y en Tokio 2020 (con Bao Shanju).
Ganó siete medallas en el Campeonato Mundial de Ciclismo en Pista entre los años 2014 y 2020.

## Medallero internacional
| Juegos Olímpicos   | Juegos Olímpicos        | Juegos Olímpicos  | Juegos Olímpicos      |
| Año                | Lugar                   | Medalla           | Competición           |
| ------------------ | ----------------------- | ----------------- | --------------------- |
| 2016               | Río de Janeiro (Brasil) | Medalla de oro    | Velocidad por equipos |
| 2020               | Tokio (Japón)           | Medalla de oro    | Velocidad por equipos |
| Campeonato Mundial |                         |                   |                       |
| Año                | Lugar                   | Medalla           | Competición           |
| 2014               | Cali (Colombia)         | Medalla de plata  | Velocidad individual  |
| 2014               | Cali (Colombia)         | Medalla de plata  | Velocidad por equipos |
| 2015               | Saint-Quentin (Francia) | Medalla de oro    | Velocidad por equipos |
| 2015               | Saint-Quentin (Francia) | Medalla de bronce | Velocidad individual  |
| 2016               | Londres (Reino Unido)   | Medalla de oro    | Velocidad individual  |
| 2016               | Londres (Reino Unido)   | Medalla de plata  | Velocidad por equipos |
| 2020               | Berlín (Alemania)       | Medalla de bronce | Velocidad por equipos |